# Lluís Soler i Pla
Lluís Soler i Pla (Barcelona 14 de març de 1842 - 31 de març de 1897)fou un notari i polític català, diputat a les Corts Espanyoles durant la restauració borbònica.
Fill de Jaume Soler i Gelada, registrador de la propietat nascut a Barcelona i de Guadalupe Pla i Ortega nascuda a Tarragona. Nebot del notari Magí Soler i Gelada.
Fou elegit diputat del Partit Liberal Fusionista pel districte de Mataró a les eleccions generals espanyoles de 1886, vencent al candidat conservador Joaquim Valentí i Fontrodona. Fou derrotat a les eleccions de 1891 pel candidat conservador Delmir de Caralt i Matheu, però tornà a imposar-se a les eleccions generals espanyoles de 1893.
Mor a Barcelona al Passatge Escudellers, 1 pral. a l'edat de 55 anys, casat amb Soledat Soler.